# Волфганг Петрич
Волфганг Петрич (Клагенфурт, 26. август 1947) је аустријски дипломата. Припадник је националне мањине корушких Словенаца.
Студирао је историју, германистику, политологију и право, на бечком универзитету, гдје је и промовисан 1972. године. Између 1977. и 1983. године, био је секретар аустријског канцелара Бруна Крајског. Док је био аустријски амбасадор у Београду (1997-1999) постављен је за Посебног изасланика Европске уније за Космет. У тој функцији је био и као главни преговарач Европске уније на мировним преговорима о Космету у Рамбујеу и Паризу 1999. године, који су били предигра бомбардовању СР Југославије у марту те године. Између 1999. и 2002. био је високи представник Уједињених нација у Босни и Херцеговини. Послије кратког ангажовања на аустријској политичкој сцени, прелази на функцију аустријског амбасадора при Уједињеним нацијама у Женеви.
У политичким круговима западних земаља важи као стручњак за спољњу политику са тежиштем интересовања на југоисточној Европи.